# Hela världen brinner
Hela världen brinner är ett studioalbum av den svenska indierockgruppen Invasionen, utgivet 2010 på skivbolaget Sony Music. En vinylversion av albumet gavs ut på Ny våg Records.

## Låtlista
Där inte annat anges är låtarna skrivna av Invasionen.

### CD-versionen
1. "Får aldrig tro" – 3:00
2. "Kom igen Lyxzén" – 2:29
3. "Korrumperat" – 3:24
4. "Lämnad kvar" – 2:27
5. "Tidsfördriv" – 2:22
6. "Under gatan en strand" (Deportees) – 3:12
7. "Nån gång måste nåt hända" – 3:51
8. "Levande döde" – 3:40
9. "Livet med ett samvete" – 3:31
10. "Dekonstruktion 100%" – 2:40
11. "Ner i fördärvet" – 3:22
12. "Allting som vi har" – 3:27
13. "Hela världen brinner" – 3:44

### Itunes-bonuslåt
1. "Nå't måste ha gått sönder" – 2:55

### LP-versionen
A
1. "Får aldrig tro"
2. "Kom igen Lyxzén"
3. "Korrumperat"
4. "Lämnad kvar"
5. "Tidsfördriv"
6. "Under gatan en strand" (Deportees)
7. "Nån gång måste nåt hända"

B
1. "Levande döde"
2. "Livet med ett samvete"
3. "Dekonstruktion 100%"
4. "Ner i fördärvet"
5. "Allting som vi har"
6. "Hela världen brinner"

## Medverkande
- Magnus Lindberg – mastering
- Dennis Lyxzén – sång, gitarr
- Fredrik Lyxzén – inspelning, mixning (spår 6)
- Måns Lundberg – mixning, keyboards
- Robert Pettersson – artwork, bas, sång, gitarr
- Andre Sandström – trummor, sång
- Anders Stenberg – gitarr, sång

## Mottagande
Hela världen brinner har medelbetyget 2,8/5 på Kritiker.se, som sammanställer bland annat skivrecensioner, baserat på 23 omdömen.

## Listplaceringar
| Lista (2010) | Topplacering |
| ------------ | ------------ |
| Sverige      | 51           |

### Fotnoter
1. 1 2  Placeringar på den svenska albumlistan
2. 1 2  ”Hela världen brinner”. Discogs.com. http://www.discogs.com/Invasionen-Hela-V%C3%A4rlden-Brinner/release/2487278. Läst 19 december 2012.
3. ↑  ”När hela världen brinner”. Kritiker.se. http://kritiker.se/skivor/invasionen/hela-varlden-brinner/. Läst 19 december 2012.